# Johanna Priglinger
Johanna Priglinger (* 19. Oktober 1986 in Linz; † 13. November 2022 ebenda) war eine österreichische Politikerin (ÖVP). Von 2013 bis 2015 war sie Abgeordnete zum Oberösterreichischen Landtag.

## Ausbildung und Beruf
Priglinger besuchte zwischen September 1993 und Juli 1997 die Volksschule 37 in Linz, bevor sie im September 1997 an das Bischöfliche Gymnasium Petrinum wechselte. Sie besuchte das Gymnasium bis Juli 2001 und setzte ihre Ausbildung danach ab September 2001 an der HBLA Lentia fort. Sie absolvierte die Abteilung für Produktmanagement und Präsentation und legte im Juni 2006 die Matura ab. Danach studierte sie ab 2006 Rechtswissenschaften mit Schwerpunkt Unternehmensrecht und schloss ihr Studium 2012 mit dem akademischen Grad Mag. jur. ab. Neben dem Studium war Priglinger zudem als Studienassistentin am Institut für Recht der sozialen Daseinsvorsorge und Medizinrecht/Arbeits- und Sozialrecht an der Johannes Kepler Universität Linz aktiv. Sie absolvierte zudem im Mai 2012 ein Praktikum in der Rechtsanwaltskanzlei LEAD in Kopenhagen und zwischen Juni und Oktober ihr Gerichtspraktikum am Bezirks- und Landesgericht Linz. Danach war sie von November 2012 bis Dezember 2013 als Projektmanagerin in der Wirtschaftskammer Oberösterreich beschäftigt.
Seit 2020 war Priglinger juristische Mitarbeiterin einer Anwaltskanzlei in Linz und arbeitete von Anfang Oktober 2022 bis zu ihrem Tod als ehrenamtliche Mitarbeiterin beim Roten Kreuz Linz in der Notunterkunft für Menschen auf der Flucht aus der Ukraine. Sie starb nach langer, schwerer Krankheit im November 2022 und wurde am Stadtfriedhof Urfahr begraben.

## Politik und Funktionen
Priglinger absolvierte ein politisches Training der Jungen Volkspartei und war seit 2005 Funktionärin in der JVP Linz-Stadt. Sie war Bezirksobmann-Stellvertreterin der JVP Linz-Stadt und Mitglied zweier Linzer Ortsgruppen. Zudem engagierte sie sich als Präsidentin des Clubs Juvenilia International Linz, Pfarrmitarbeiterin und war von 2005 bis 2011 ehrenamtliche Rettungssanitäterin beim Roten Kreuz Linz-Stadt. Nach dem Ausscheiden von Bernhard Baier wurde Priglinger am 17. November 2013 als Abgeordnete zum Oberösterreichischen Landtag angelobt. Sie war dort Mitglied im Geschäftsordnungsausschuss, im Petitions- und Rechtsbereinigungsausschuss sowie im Kulturausschuss. Als ihre politischen Schwerpunkte gab Priglinger die Arbeit für junge Menschen insbesondere in den Bereichen Bildungs-, Familien-, Sozial- und Wirtschaftspolitik, die Wahrnehmung der Interessen der urbanen Bevölkerung sowie die Stärkung des Wirtschaftsstandorts Oberösterreich an. Nach dem Ende der Legislaturperiode im Jahr 2015 trat Priglinger nicht mehr für ein Mandat an, da sie sich auf eine „neue berufliche Perspektive konzentrieren“ wollte.

## Auszeichnungen
- Goldenes Verdienstzeichen des Landes Oberösterreich (2016)[7][8]